# Bajannúr járás (Bulgan)
Bajannúr járás (mongol nyelven: Баяннуур сум) Mongólia Bulgan tartományának egyik járása. Területe 1000 km². Népessége kb. 2000 fő.
Székhelye Öldzít (Өлзийт), mely 180 km-re délkeletre fekszik Bulgan tartományi székhelytől.